# 汉王乡
汉王乡，是中华人民共和国四川省眉山市洪雅县曾经下辖的一个乡。2019年12月，撤销汉王乡，将其所属行政区域划归中山镇管辖。

## 行政区划
汉王乡撤销前下辖以下地区：
建设村、谢岩村、杨嘴村、王沟村、联合村、李山村和爱国村。